# Ko Phi Phi Le
Ko Phi Phi Le (em tailandês: เกาะพีพีเล; AFI: /kɔ̀ʔ pʰīː.pʰīː lēː/; também transliterado Phi Phi Leh, Phi Phi Lee e Phi Phi Ley) é a segunda maior ilha do arquipélago das Phi Phi, no mar de Andamão, estreito de Malaca, na costa sudoeste da Tailândia. Tem 6,6 km² de área, faz parte do Parque Nacional de Hat Noppharat Thara-Mu Ko Phi Phi. e administrativamente pertence ao subdistrito de Ao Nang da província de Krabi.[carece de fontes?]
A ilha é constituída por montes íngremes de calcário em anel que rodeiam duas baías pouco profundas — a de Maya e a de Loh Samah. Devido à sua pouca profundidade e aos corais, durante a maré baixa a baía de Maya não é acessível diretamente do mar aberto por barco. Os barcos ancoram na baía de Loh Samah, que é mais profunda, o que obriga os visitantes a caminharem por um caminho entre rochas e selva para chegar à baía de Maya. Há também uma grande enseada pouco profunda que lembra um fiorde chamada Pi Ley, que tem um pequeno recife de coral à entrada. Na baía de Maya há plâncton bioluminescente.

## Problemas ambientais
Para a rodagem do filme que fez aumentar imenso a fama mundial da ilha — A Praia, estreado em 2000 — a 20th Century Fox mandou fazer terraplenagens e outros modificações à paisagem para dar uma aparência mais "paradisíaca". Para ampliar a praia lgumas dunas foram alteradas, alguns coqueiros foram cortados e parcialmente substituídos por palmeiras, algumas áreas de erva e de arbustos foram limpas. A produção do filme também removeu cinco toneladas de lixo, deixado por turistas.[carece de fontes?] A Fox reservou um fundo para restaurar o estado original da praia, o que nunca chegou a acontecer porque muitas vozes se levantaram alegando que os estragos ambientais eram irreversíveis e foram movidas vários processos judiciais.